# Smalspoor Tegelen

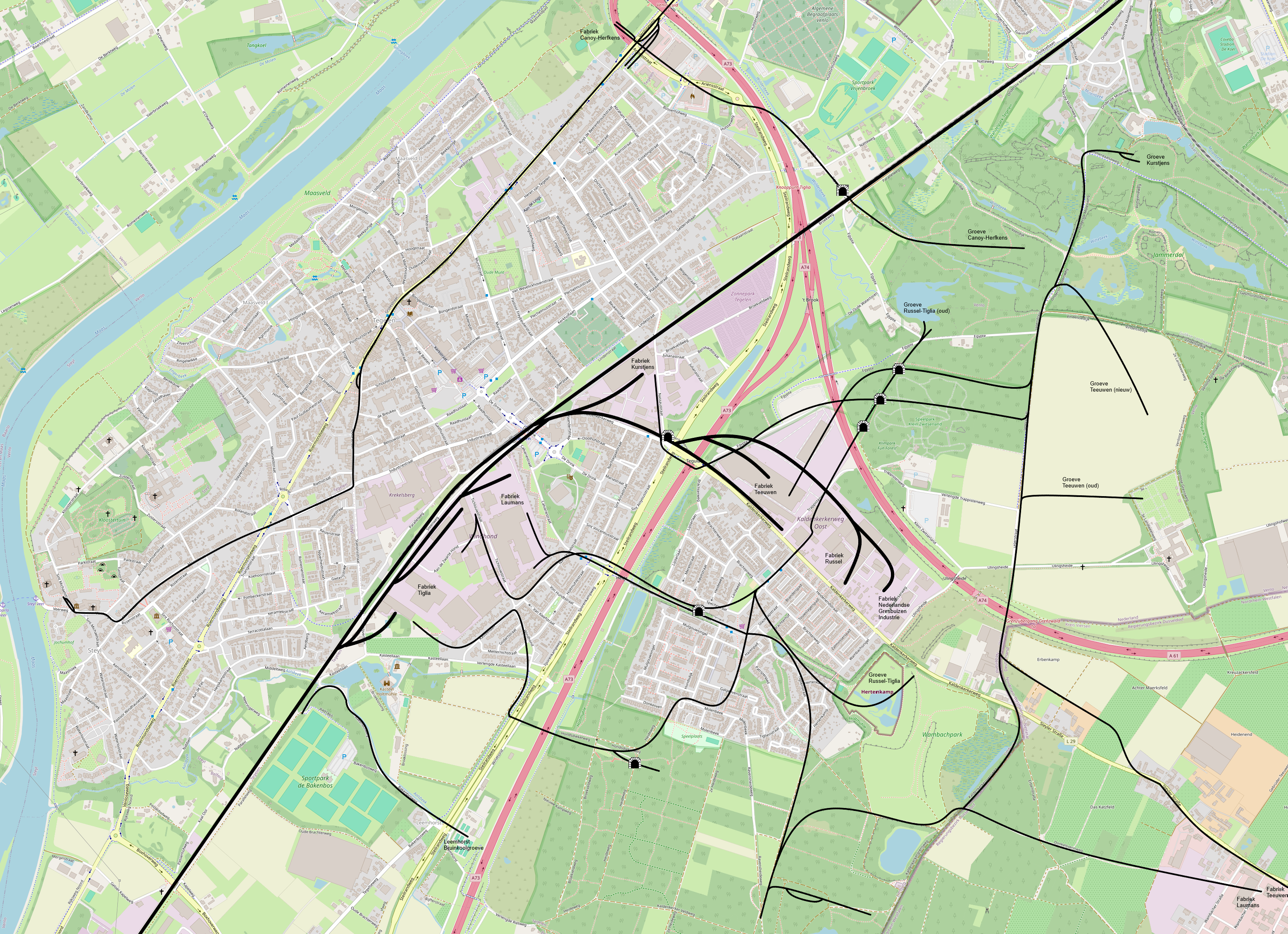
Alle smalspoorlijnen (dun) en stamlijnen (dik) in Tegelen

Het smalspoor Tegelen bestond uit een aantal smalspoorlijnen in Tegelen. Er hebben acht smalsporen in Tegelen bestaan; zes van kleiwarenfabrieken, een bruinkoolgroeve en een tramlijn. Het smalspoor is vrijwel geheel verdwenen, maar meerdere smalspoorviaducten en -tunnels bestaan nog en zijn heden rijksmonumenten.

## Geschiedenis
Al het smalspoor in Tegelen, op het tramspoor van de tramlijn na, bestond uit veldspoor: de spoorlijnen van de steenfabrieken op de Heide hadden een spoorwijdte van 600mm, de tramlijn 750mm, de baksteenfabriek aan de Maas en de bruinkoolgroeve 900mm. Ter vergelijking: het normaalspoor van het Nederlandse spoorwegennet is 1435mm. Nadat in respectievelijk 1918 en 1920 de sporen van de tram en de bruinkoolgroeve waren opgedoekt waren alle nog bestaande sporen in gebruik door kleiwarenfabrieken om klei vanuit hun groeves, die wel 20 meter diep konden zijn, naar de fabrieken te transporteren. De klei werd door de kleistekers met speciale spades gestoken. Vanaf de jaren dertig namen grote graafmachines, excavateurs genaamd, het werk over. De smalsporen van de onderstaande fabrieken hadden midden jaren vijftig samen een lengte van 13 kilometer. Alle kleifabrieken behalve Canoy-Herfkens, die een laad- en losplek aan de Maas bezat, hadden bovendien middels een stamlijn aansluiting op het hoofdspoorwegennet. In de jaren zestig raakten de smalspoorlijnen in onbruik doordat het kleivervoer per vrachtauto efficiënter was. Door fusies en overnames werd het aantal steenfabrieken in Tegelen steeds kleiner. De drie nog bestaande fabrieken zijn heden in handen van de wereldwijd opererende ondernemingen Wienerberger en Monier.

### Tramlijn Venlo-Tegelen-Steyl
Op 21 mei 1888 werd de tramlijn Venlo - Tegelen - Steyl, de eerste tramlijn in Limburg,  in gebruik genomen. De paardentram reed op een smalspoor van 750mm en het spoor was 6300m lang. De tramlijn begon bij Station Venlo en stopte 5 minuten bij zowel de Roermondsepoort (Venlo) als de Sint-Martinuskerk (Tegelen), waarna deze verder reed naar Missiehuis Steyl, het eindpunt van de lijn. Als er twee trams op de lijn reden passeerden deze elkaar bij wisselplaats de Drie Kroonen. Op 9 november 1910 werd de paardentram vervangen door een motortram, waarvoor Deutz-locomotieven werden aangeschaft. De paardentram deed drie kwartier over het traject, met de motortram werd de reistijd teruggebracht tot een half uur. Door de toegenomen concurrentie van de bus werd de dienst op 3 februari 1918 opgeheven. De twee Deutz-locomotieven werden verkocht aan de Tegelsche Kleiwarenfabriek Alfred Russel, waarvoor ze werden omgebouwd voor een spoorwijdte van 600mm.

### Smalspoor Canoy-Herfkens

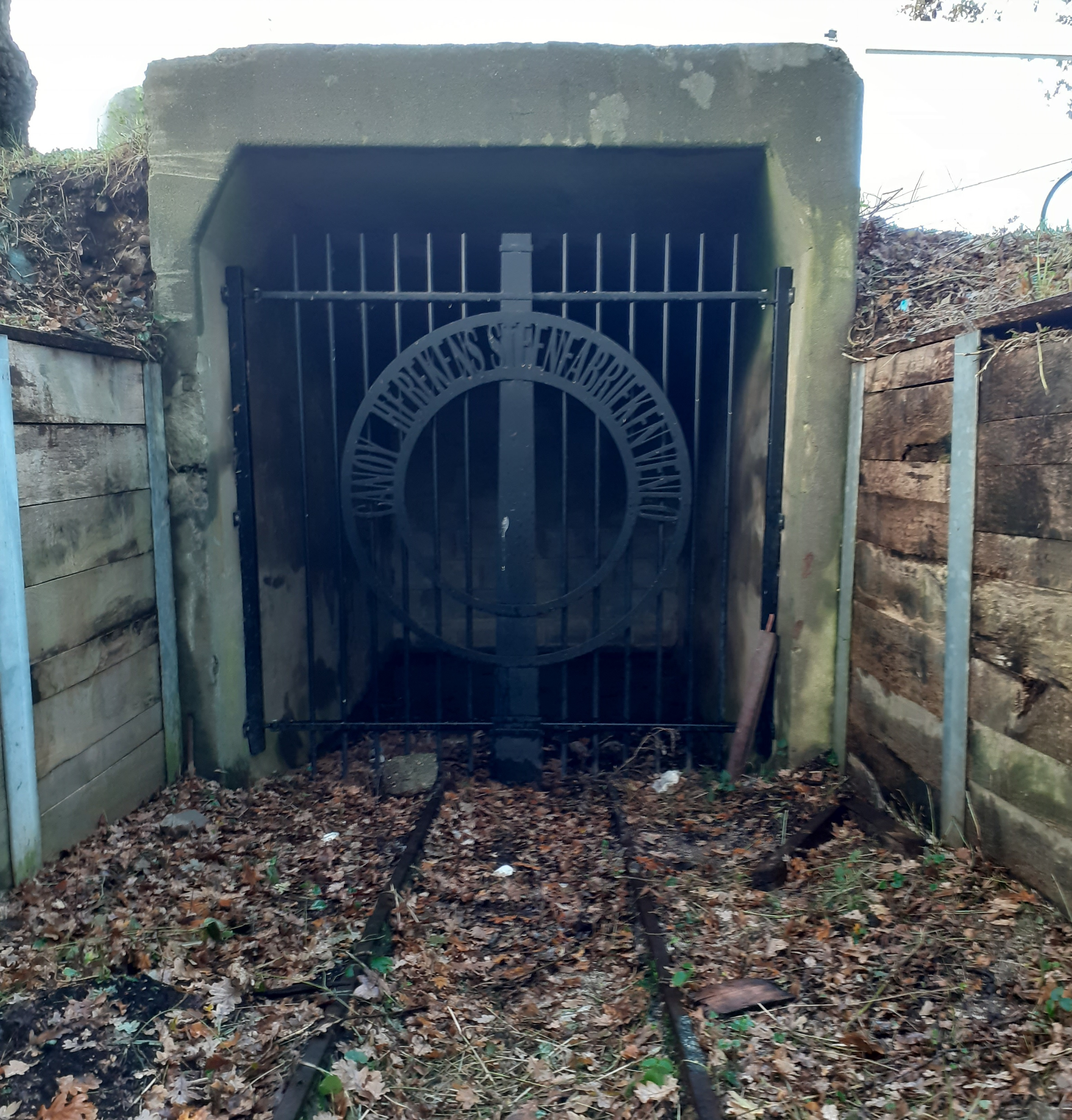
Smalspoortunnel Canoy-Herfkens

Eind 19e eeuw vervoerden de steen- en pannenfabrieken hun klei met paard en wagen. Baksteenfabriek Canoy-Herfkens aan de Maas legde in 1893 het eerste industriële smalspoor in Tegelen aan, een 900mm smalspoor met een lengte van 1700m van de fabriek tot aan de kleigroeve in buurtschap Egypte. Dit was tevens het enige smalspoor dat de tramlijn Venlo - Tegelen - Steyl en spoorlijn Maastricht - Venlo kruiste. De kruising met de hoofdspoorweg was oorspronkelijk een gelijkvloerse kruising, tot de aanleg van een betonnen smalspoortunnel onder de spoorlijn in 1929. De kiepkarren werden door een paard voortgetrokken, tot in 1923 een Deutz-locomotief werd aangeschaft. Kort na 1955 raakte het spoor in onbruik, maar pas in de jaren zestig werd het afgebroken. Van deze lijn bestaat enkel de tunnel nog en deze is sinds 2002 een rijksmonument. Volgens de Rijksdienst voor het Cultureel Erfgoed heeft de tunnel een grote zeldzaamheidswaarde: "Voorliggend object is in de gegeven context een typologisch unicum dat buiten Tegelen elders in Nederland niet voorkomt."

### Smalspoor Russel
De N.V. Kleiwarenfabriek Alfred Russel legde in 1896 een 1000m lang smalspoor aan van de fabriek aan de Kaldenkerkerweg naar de kleigroeve in buurtschap Egypte. De kiepwagens werden tot 1918 door een paard getrokken. Dat jaar kocht Russel twee Deutz-locomotieven van de opgeheven tramlijn Venlo-Tegelen-Steyl. De lijn kruiste een weg en twee karrensporen van concurrerende fabrieken. Toen deze ook smalspoor aanlegden bouwde Russel tussen 1920 en 1925 drie smalspoorviaducten, waardoor zijn spoor over de weg en de andere sporen kruiste. In 1936 fuseerden Russel en Tiglia tot de N.V. Russel-Tiglia. In 1961 werden de kleitrammetjes vervangen door vrachtwagens. Heden zijn zowel de fabriek van Russel aan de Kaldenkerkerweg als het smalspoor verdwenen, maar de viaducten bestaan nog en sinds 2003 zijn deze alle drie rijksmonumenten. Daarnaast bestaan nog twee rond 1920 gebouwde opzichterswoningen en de directeurswoning Villa Maria, sinds 2004 een rijksmonument.

### Smalspoor Teeuwen
Paul Teeuwen Kleiwarenfabriek legde in 1900 smalspoor met een lengte van 1500m naar de groeve bij Abdij Ulingsheide aan. Later werd het spoor verlengd naar de nieuwe groeve ten noorden van de abdij en naar de nieuwe fabriek van Teeuwen in het Duitse Kaldenkerken. Het spoor liep onder het noordelijke smalspoorviaduct van Russel door. Teeuwen was in 1913 het eerste Tegelse bedrijf dat een locomotief kocht om de paarden te vervangen. De groeven van Teeuwen werden tot circa 1975 als vuilnisbelt gebruikt, waarna ze met aarde werden afgedekt en als landbouwgrond werden gebruikt. Heden is er behalve het smalspoorviaduct niets meer te zien dat aan het spoor of de groeves van Teeuwen herinnert. De fabriek bestaat nog en is sinds 1996 onderdeel van het Wienerberger-concern.

### Smalspoor Tiglia

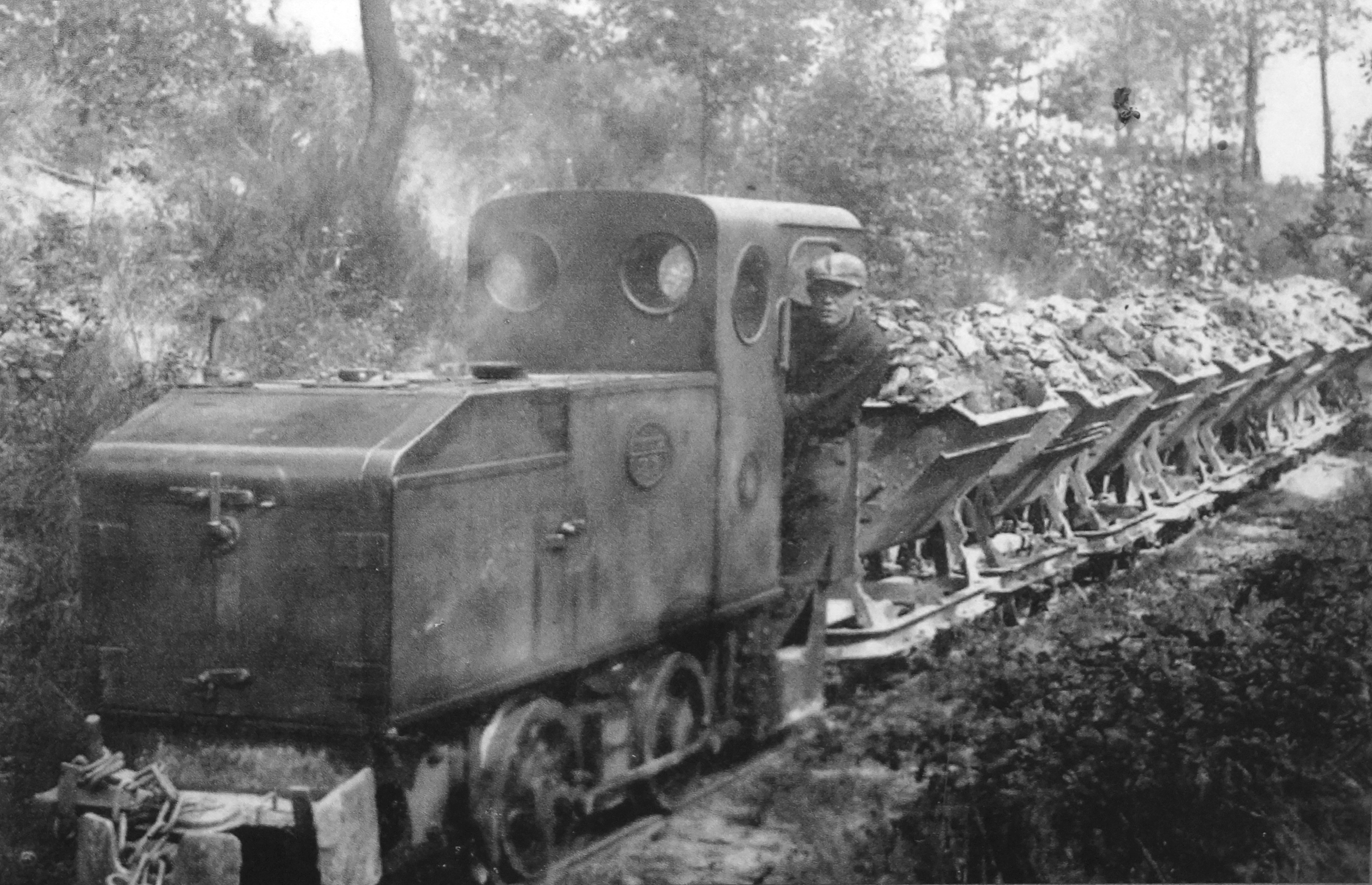
Deutz-kleitram van Tiglia omstreeks 1925

In 1901 legde de N.V. Tiglia Kleiwarenfabriek 1200m smalspoor aan van de fabriek aan de hoofdspoorlijn naar de groeve aan de Snelle Sprong, op het landgoed van Henri van Basten Batenburg van kasteel Holtmühle. In 1919 werd de eerste locomotief aangeschaft en in 1925 werd de in 1906 aangekochte Wambachgroeve door middel van de nieuw aangelegde smalspoortunnel aangesloten op het smalspoor van de Snelle Sprong naar de fabriek, waardoor de totale lengte 2300m werd. In 1936 fuseerden Russel en Tiglia tot de N.V. Russel-Tiglia. In 1951 legden Russel-Tiglia en Laumans gezamenlijk een nieuwe tunnel met dubbelspoor aan onder de Heideweg. Dit had twee voordelen: ze hoefden van Basten Batenburg niet meer te betalen voor het gebruik van zijn land en de afstand van de groeve naar de fabriek werd voor Russel-Tiglia een stuk korter, 1700m in plaats van 2300m. Net als de andere fabrieken stapte Russel-Tiglia over op vrachtwagens voor het kleitransport. In 1961 berichtte de fabriek aan de gemeente Tegelen dat per 31 december 1961 al haar tramlijnen en wegkruisingen zouden zijn opgeruimd. De smalspoortunnel onder de Heideweg bestaat niet meer en waar het smalspoor liep ligt nu de Glazenapstraat. Deze is niet meer overbrugd, waardoor de noordelijke en zuidelijke Heideweg niet meer op elkaar aansluiten. De tunnel bij de Hondsdiekerweg bestaat echter nog wel en is rijksmonument.

### Smalspoor N.V. Leemhorst
In juni 1918 werd begonnen met de ontginning van de bruinkoolgroeve Leemhorst. Vanaf 1 augustus 1918 schepten de 150 arbeiders de bruinkool op kiepkarren die op draagbaar veldspoor stonden. Van daaruit werden deze met een stoomlier naar de overlaadplaats getrokken, waar de bruinkool in bakwagens met een inhoud van 3m³ werd gestort. Een van de Geldersche Stoomtram Maatschappij gekochte Vulcan-locomotief bracht de bakwagens over een eigen 900mm-spoor naar de hoofdspoorweg, waar de bruinkool werd overgeladen in spoorwagons. In 1920 verliep de vergunning en werd de spoorlijn ontmanteld.

### Smalspoor Kurstjens
De fabriek van Jos. Kurstjens werd in 1919 verplaatst naar de Nassaustraat, waar in 1923  smalspoor met een lengte van bijna 3000m naar de groeve in het Venlose Jammerdaal werd gelegd. Het spoor liep onder de stamspoorbrug van de kleifabrieken op het hoogterras langs de Kaldenkerkerweg naar boven, waar het voor de fabriek van Teeuwen naar het noorden afboog. Hierbij kruiste het smalspoor het stamspoor van Teeuwen, waarna het onder het middelste smalspoorviaduct van Russel naar de groeve in het noorden liep. De groeve van Kurstjens was de enige waarbij het smalspoor naar beneden de groeve in liep, tot naast het breedspoor van de excavateur. Vanaf 1965 werd het kleitransport door vrachtwagens verzorgd en niet lang daarna werd het spoor ontmanteld. De fabriek bestaat nog en kwam in 1992 in handen van Koramic en in 1996 werd de pannenfabriek onderdeel van Wienerberger.

### Smalspoor Laumans

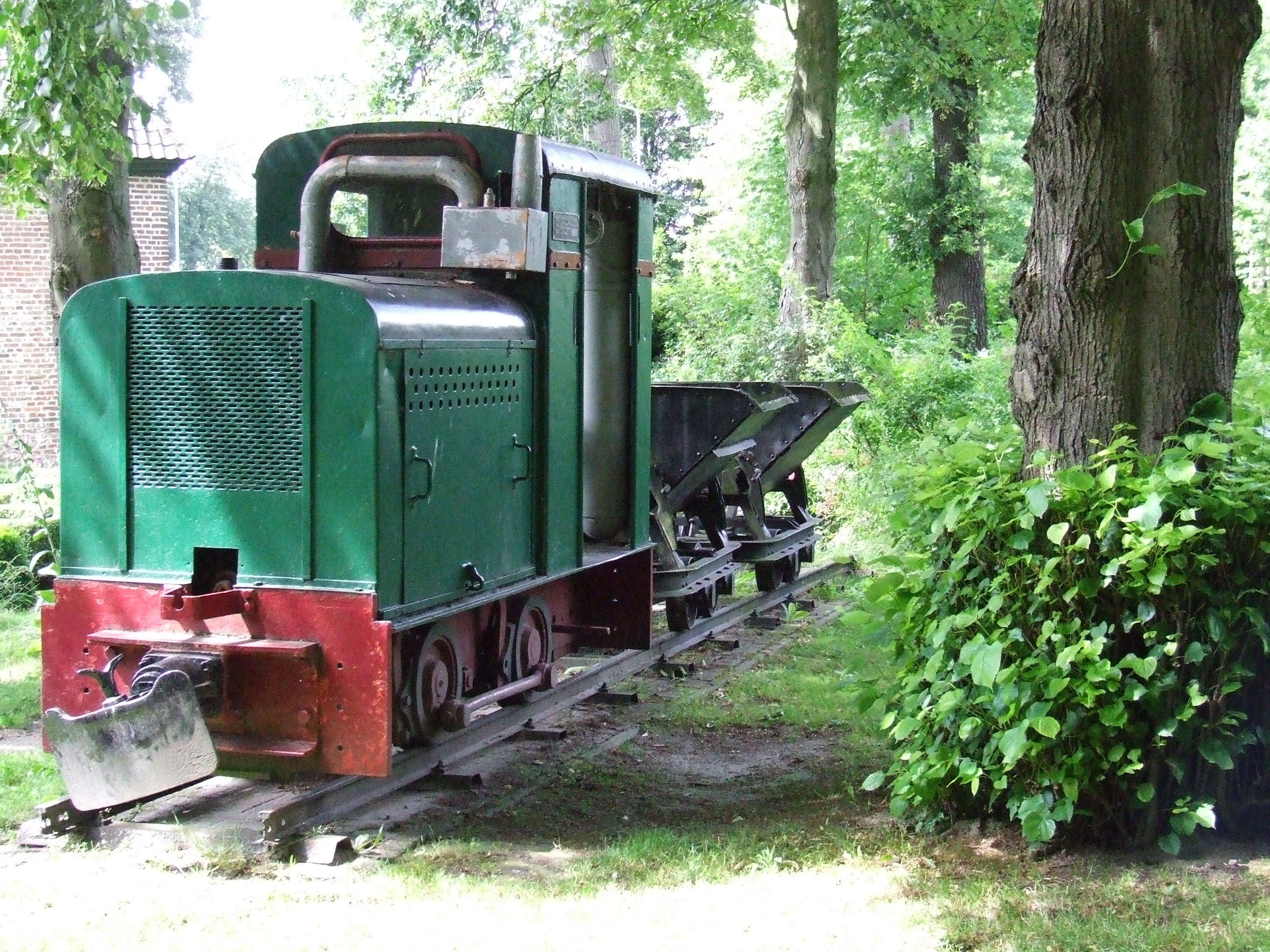
Voormalige kleitram van Laumans

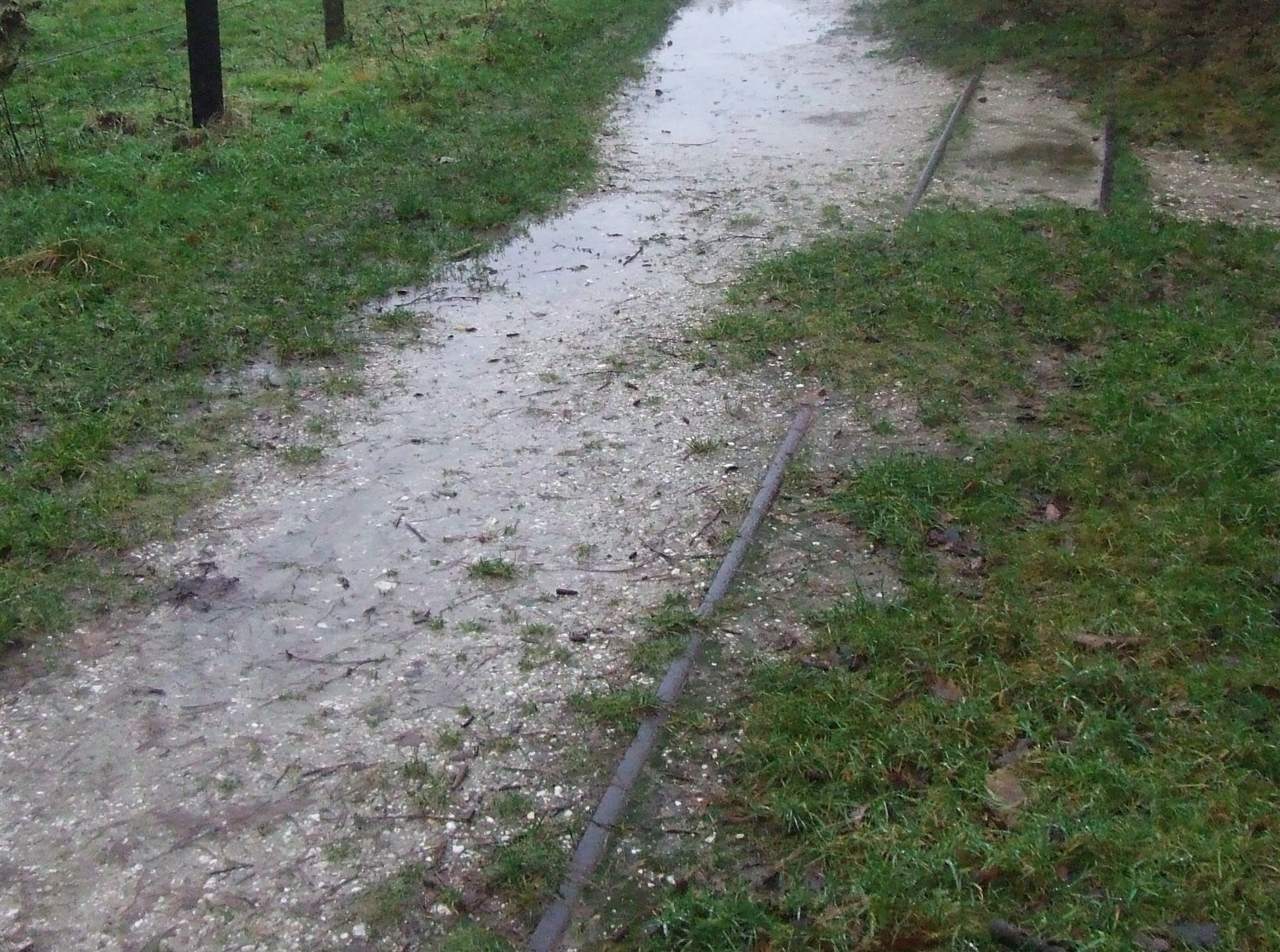
Smalspoor van Laumans

De fabriek van Laumans werd in 1935 verplaatst van de Industriestraat naar de Steenweg, waar deze nog altijd ligt. De fabriek opende in 1938 de groeve de “Twee Heuvels”, vlak bij de Duitse grens. De smalsporen van Laumans en Tiglia liepen het eerste stuk samen, waarna het spoor van Laumans met een grote bocht naar de groeve voerde. In 1951 legde de fabriek samen met Russel-Tiglia een tunnel onder de Heideweg aan, waardoor de lengte van het smalspoor van Laumans van 3300m naar 2800m ging. Nadat begin jaren zeventig de spoorlijn naar de fabriek al was opgeheven schafte Laumans in 1985 als laatste fabriek het smalspoor af. Omdat vrachtwagens de groeve in de bossen niet konden bereiken reden de kleitrams tot aan de Brachterweg, waar de klei werd overgeslagen op vrachtwagens. Dit is het enige smalspoor in Tegelen waarvan nog een klein gedeelte bestaat: vlak bij de voormalige groeve, die nu vol water gelopen is, ligt aan de bosrand nog circa 200m grotendeels overwoekerd smalspoor. De fabriek van Laumans bestaat nog en is sinds 2007 onderdeel van het Monier-concern.

## Fotoreeks
Ter herinnering aan het smalspoorverleden met kleitrammetjes staan in Tegelen op diverse plaatsen kiepkarretjes.

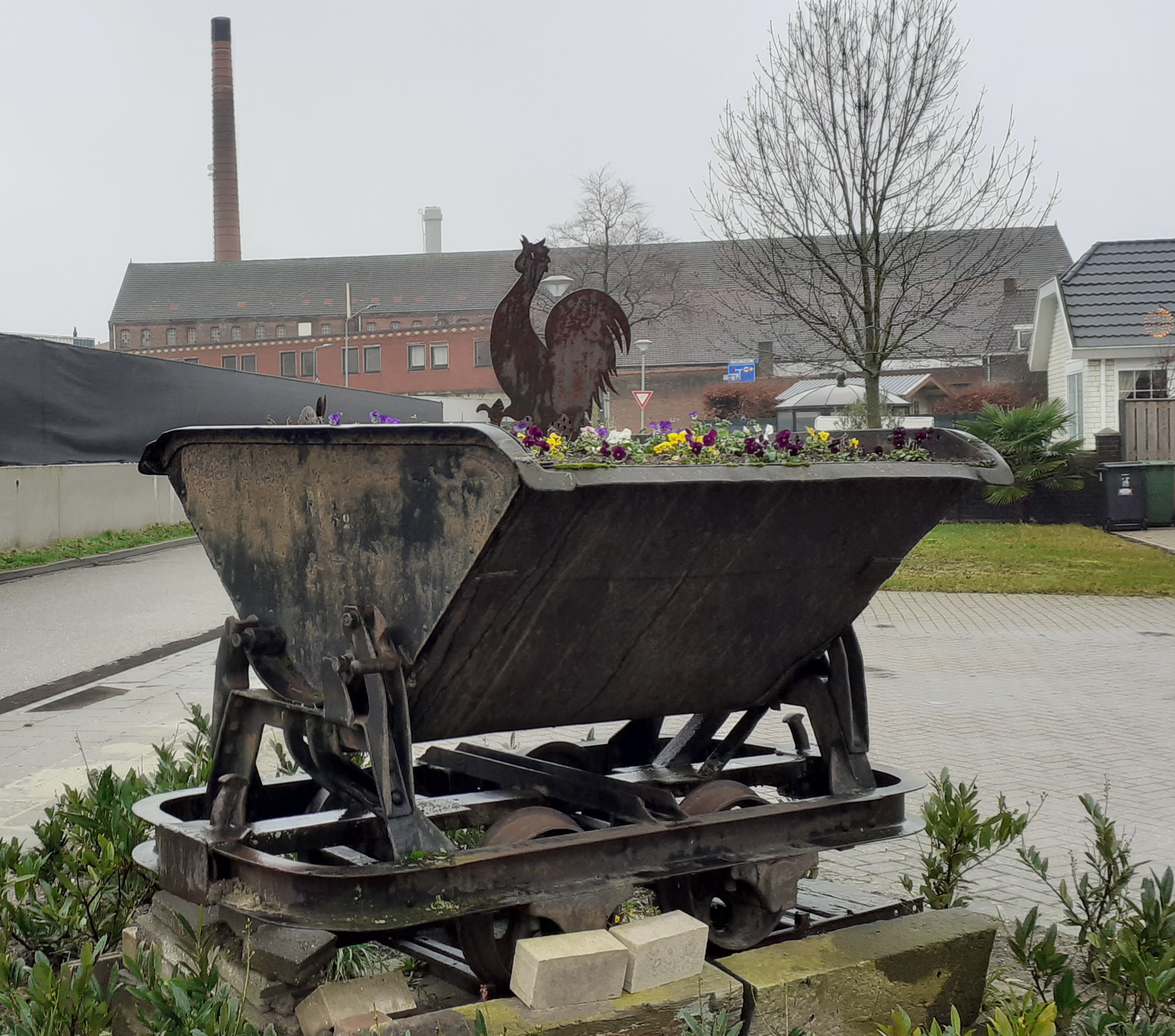
Broekveldweg
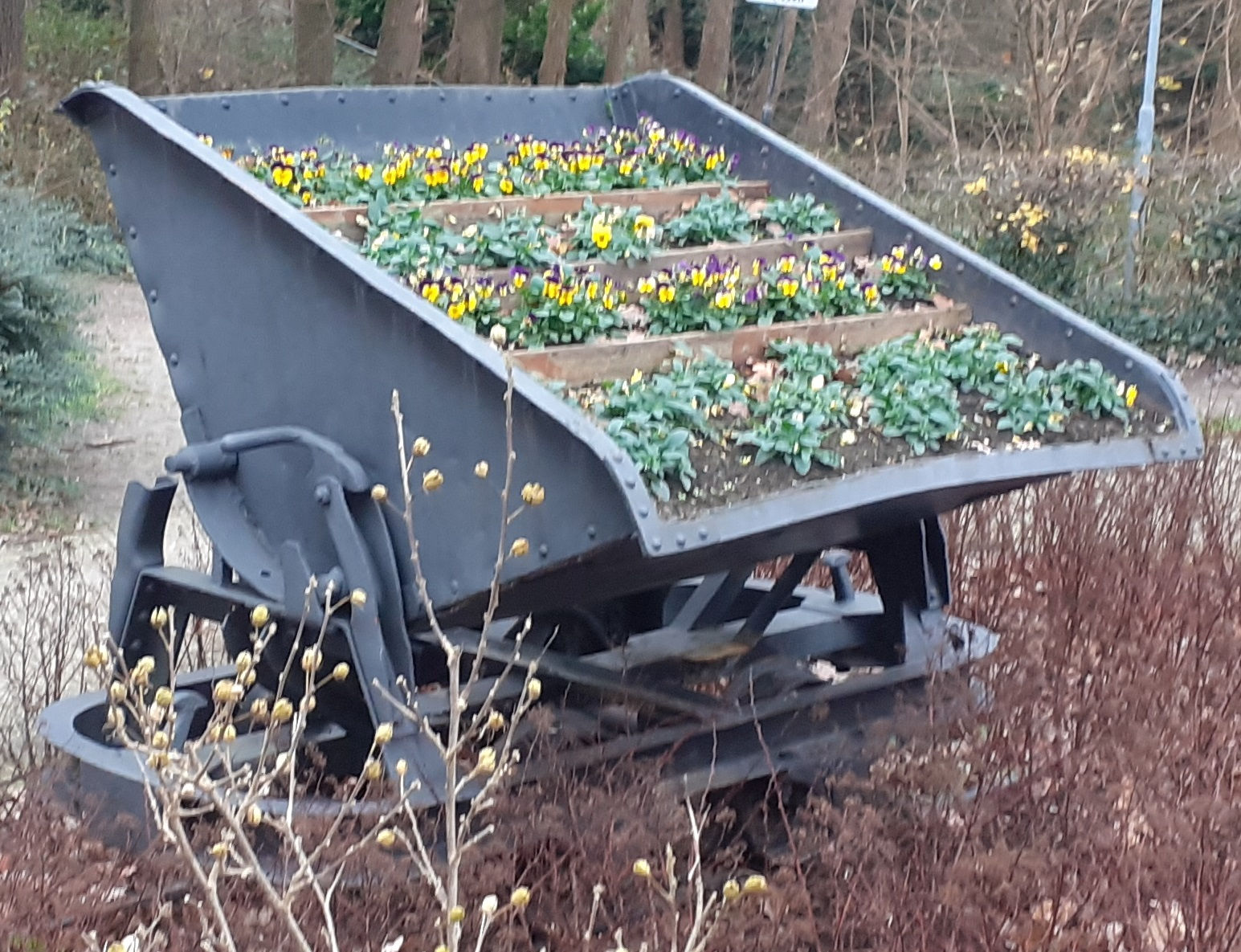
Hertenkamp
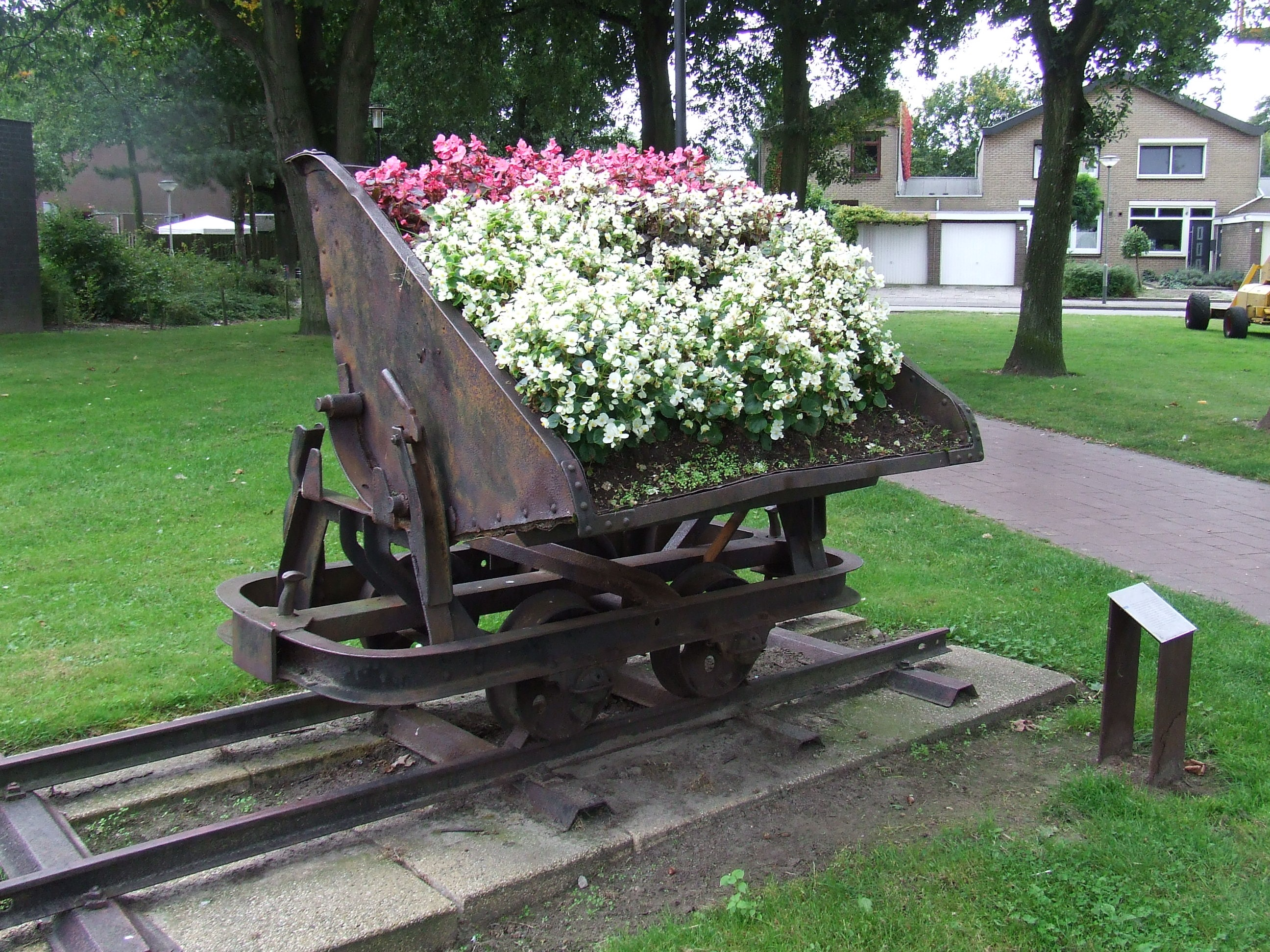
Glazenapplein
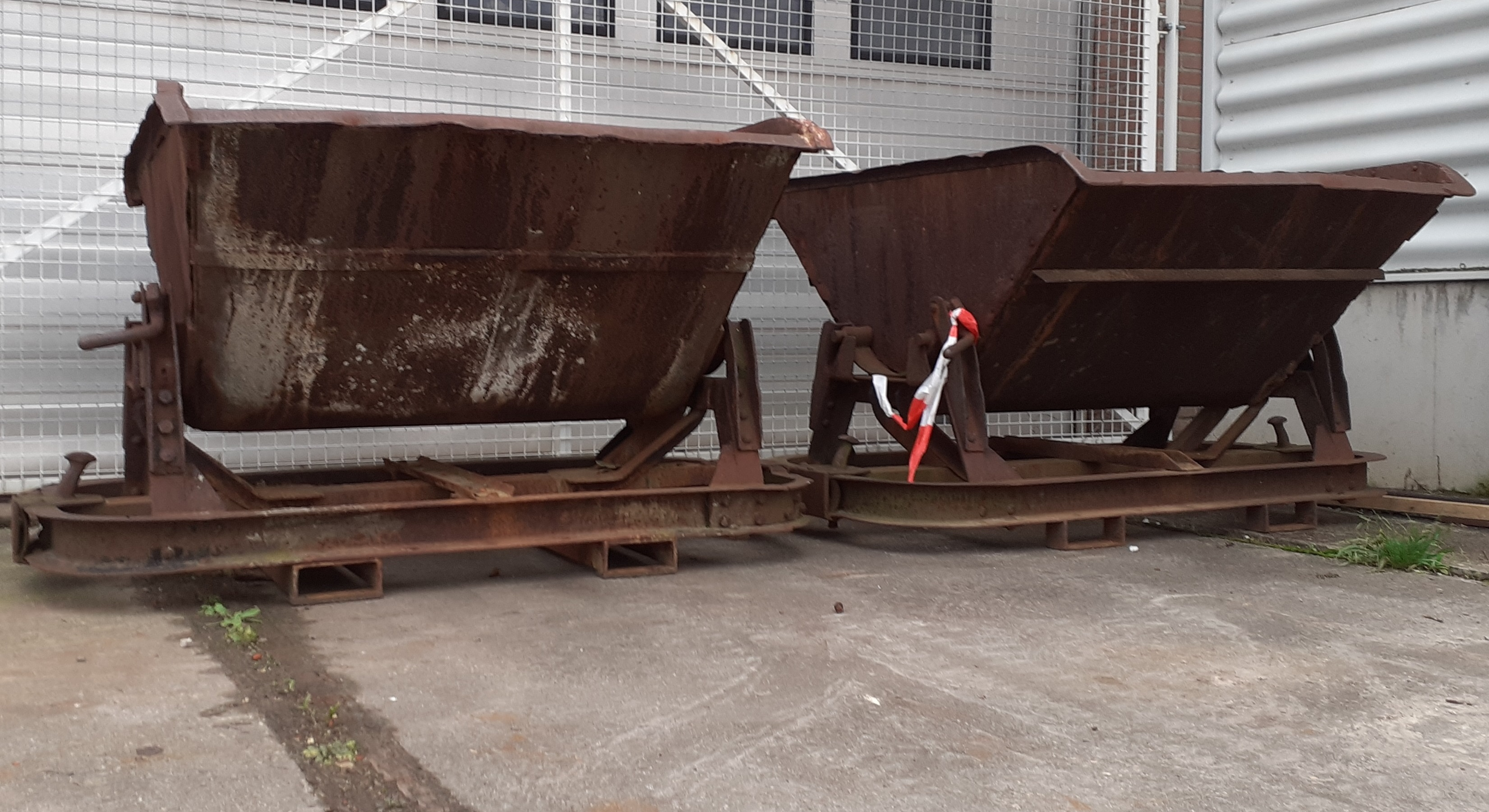
Tichlouwstraat
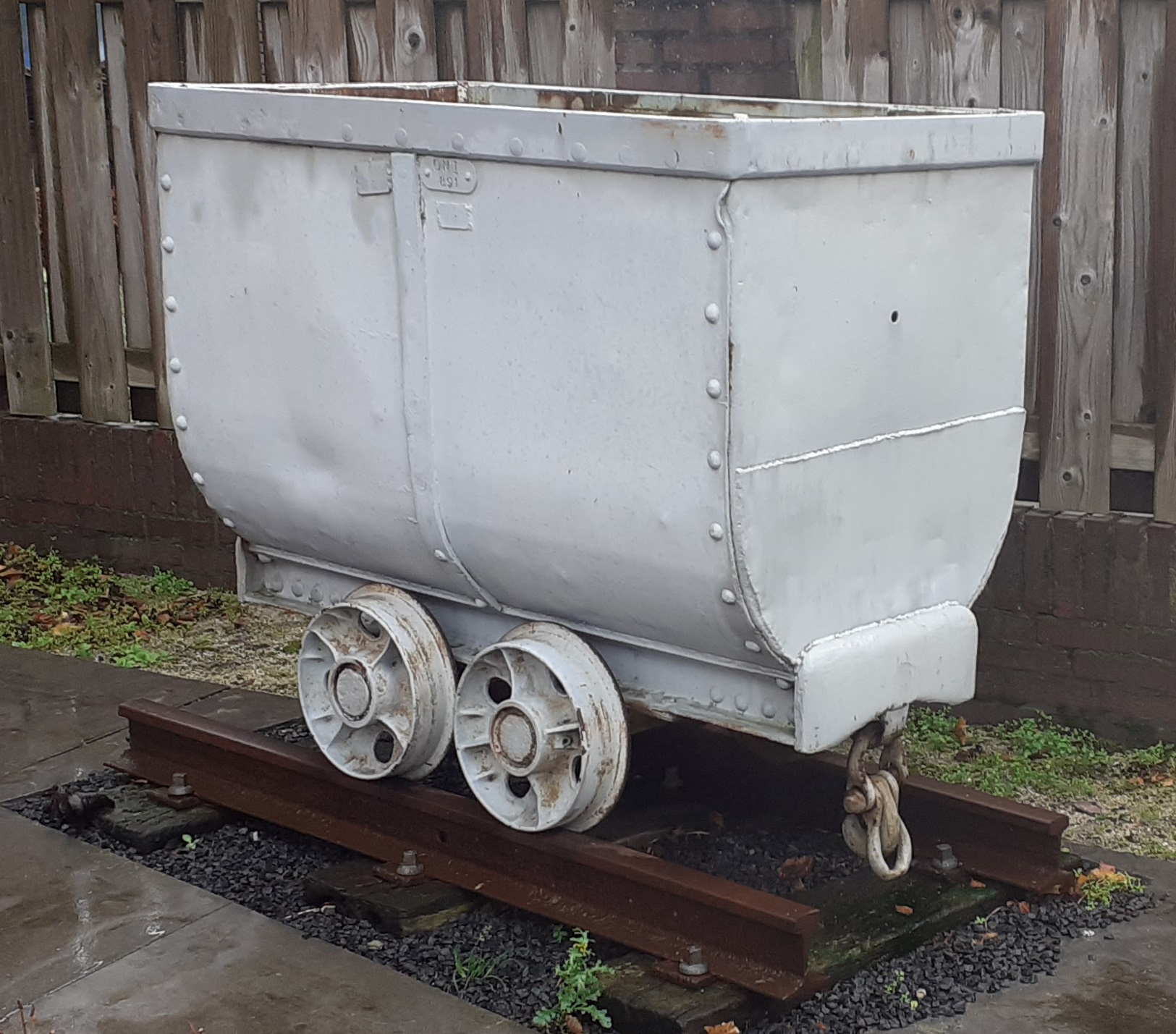
Molenpas
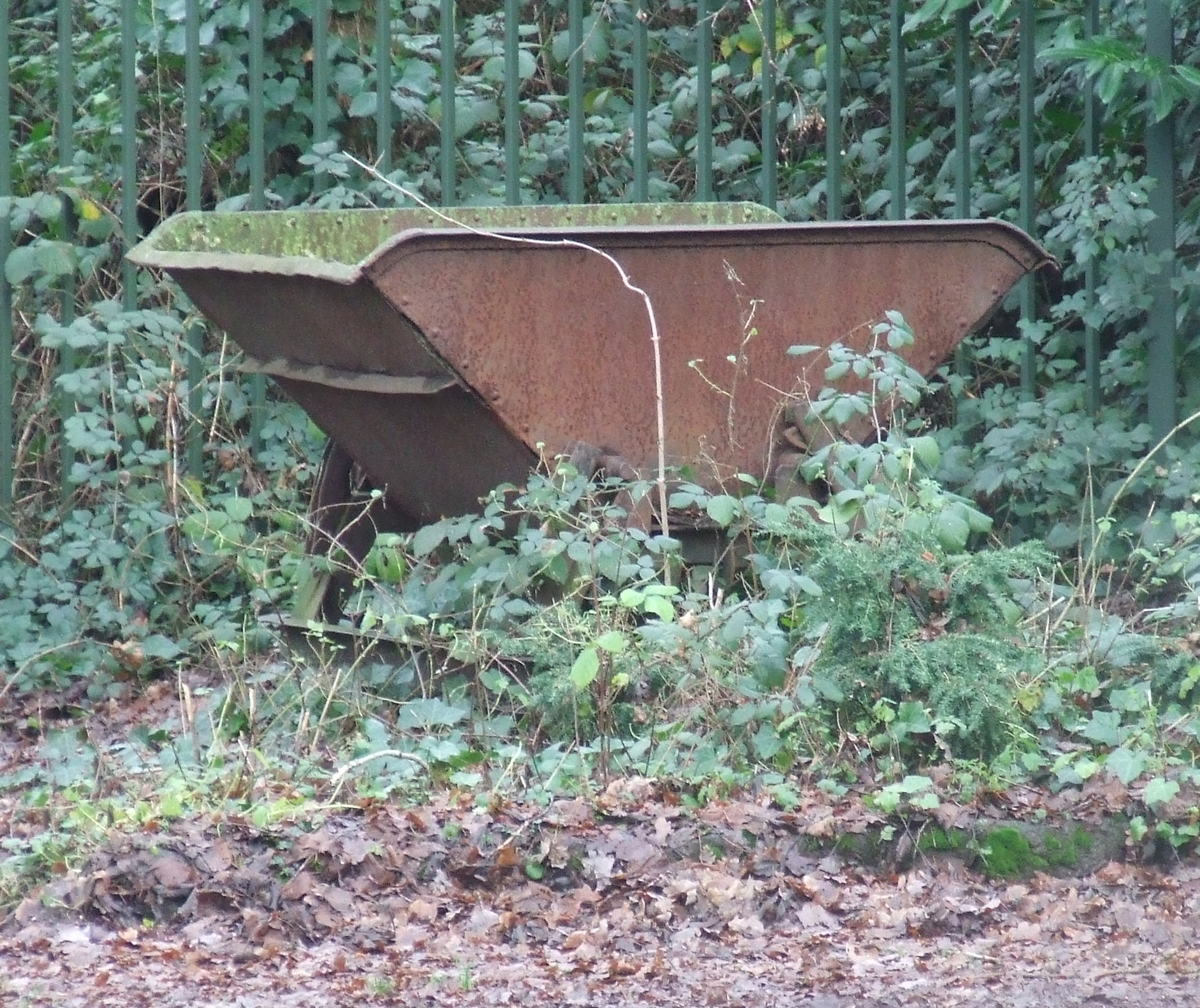
Speelpark Klein Zwitserland